# Tân Hòa, Phú Thọ
Tân Hòa là một phường thuộc tỉnh Phú Thọ, Việt Nam.
Phường Tân Hòa có diện tích 4,81 km², dân số năm 1999 là 6.011 người, mật độ dân số đạt 1.250 người/km².